# Quand la mer monte...
Pour les articles homonymes, voir Quand la mer monte.
Pour plus de détails, voir Fiche technique et Distribution.
Quand la mer monte... est un film franco-belge réalisé par Yolande Moreau et Gilles Porte, sorti en 2004.

## Synopsis
Irène est en tournée dans la région du nord. Elle rencontre un porteur de géants, Dries. Irène entame une histoire d'amour semblable au spectacle qu’elle joue sur scène.

## Fiche technique
Sauf indication contraire, les informations mentionnées dans cette section peuvent être confirmées par la base de données cinématographiques IMDb,  présente dans la section « Liens externes ».
- Titre original : Quand la mer monte...
- Titre québécois et belge : Quand la mer monte
- Réalisation et scénario : Yolande Moreau et Gilles Porte
- Musique : Philippe Rouèche
- Décors : Serge Berkenbaum, Jackie Delevoye, Marc-Philippe Guerig et Alice Retorre
- Costumes : Nina De Goeyse et Natasha Francotte
- Photographie : Gilles Porte
- Son : Baptiste Kleitz, Eric Lesachet, Benoît Biral, Damien Deville, David Gillain
- Montage : Muriel Douvry et Eric Renault
- Production : Humbert Balsan
  - Production déléguée : Humbert Balsan
  - Production associée : Catherine Burniaux
- Sociétés de production[1] :
  - France : Ognon Pictures, Stromboli Films, avec la participation de Canal+, du CNC et la C.R.R.A.V
  - Belgique : Stromboli Pictures, avec la participation de la RTBF
- Sociétés de distribution[2] : Pirates Productions (France) ; Vertigo Films Distribution (Belgique) ; FunFilm Distribution (Québec) ; JMH Distributions SA (Suisse romande)
- Budget : 1,53 million d' €[3]
- Pays de production :  France,  Belgique
- Langue originale : français
- Format[4] : couleur (Fujicolor) - 35 mm - 1,85:1 (Panavision) - son Dolby Digital | Dolby SR
- Genre : comédie dramatique, romance
- Durée : 90 minutes
- Dates de sortie[5] :
  - France : 28 juin 2004 (Festival international du film de La Rochelle) ; 4 juillet 2004 (Rencontres Internationales de Cinéma à Paris) ; août 2004 (Festival du film de Lama) ; 28 août 2004 (Gindou Cinéma) ; 13 octobre 2004 (Festival Jean-Carmet) ; 13 octobre 2004 (Quinzaine du Cinéma Francophone - Paris)
  - France : 27 octobre 2004 (sortie nationale)
  - Suisse romande : 17 novembre 2004 [6]
  - Belgique : 22 décembre 2004[7]
  - Québec : 24 juillet 2005 (Juste pour rire) ; 29 juillet 2005 (sortie nationale)[8]
- Classification :
  - France : tous publics[9]
  - Belgique : tous publics (Alle Leeftijden)[7]
  - Québec : tous publics (G - General Rating)[8]

## Distribution
- Yolande Moreau : Irène
- Wim Willaert : Dries
- Jacques Bonnaffé : le serveur du bord de mer
- Séverine Caneele : la femme de ménage
- Olivier Gourmet : le policier
- Jan Hammenecker : Jan
- Bouli Lanners : le patron du marché
- Serge Péharpré : un porteur de géant
- Jackie Berroyer : le journaliste à Béthune
- Philippe Duquesne : le patron du café des géants
- Nand Buyl : le père de Dries

## Autour du film
- Yolande Moreau a réellement écrit et joué la pièce Sale affaire, du sexe et du crime pour laquelle elle a remporté le Grand Prix de Festival du rire en 1982.
- Le titre du film est une référence à la chanson Quand la mer monte de 1968, composée par Jean-Claude Darnal et interprétée par Raoul de Godswarsvelde, qui sert de thème musical récurrent au film.
- Une scène du film a été tournée au « rond-point Tour Eiffel » à Sains en Gohelle (Pas de Calais)

## Distinctions
Entre 2004 et 2012, Quand la mer monte... a été sélectionné 11 fois dans diverses catégories et a remporté 6 récompenses,.

### Récompenses
- Festival international du film francophone de Namur 2004 : 
  - Bayard d'or de la meilleure comédienne pour Yolande Moreau,
  - Bayard d'or du meilleur comédien pour Wim Willaert.
- Prix Louis-Delluc 2004 : Prix Louis Delluc du meilleur premier film pour Yolande Moreau et Gilles Porte.
- Rencontres internationales de cinéma de Paris 2004 : Prix du Public pour Yolande Moreau et Gilles Porte.
- César 2005 :
  - César du meilleur premier film pour Gilles Porte et Yolande Moreau,
  - César de la meilleure actrice pour Yolande Moreau.

### Nominations
- Prix du cinéma européen 2005 :
- Prix Joseph-Plateau 2005 :
  - Meilleure actrice belge pour Yolande Moreau,
  - Meilleur scénario belge pour Yolande Moreau.
- Festival international du film de Santa Barbara 2006 : French connection.
- Festival Paris Cinéma 2012 : 10 ans de découvertes pour Yolande Moreau.